# Liste der Comiciade-Teilnehmer
Die Liste der Comiciade-Teilnehmer führt eine Auswahl der bekanntesten Künstler und Künstlerinnen auf, die ab 2014 an den Comiciade-Veranstaltungen in Aachen oder Eupen mit einem speziellen Ausstellungsthema oder Projekt mitgewirkt haben.

## Liste
| Name | Bild | Teilnahmen                                                             | Anmerkungen zum Auftritt |
| --- | ---- | ---------------------------------------------------------------------- | --- |
| Sytse S. Algera niederländischer Comic-Autor                                                               |      | 2018, 2019 (Eupen), 2022 (Eupen), 2023                                 | Mitglied bei Comic Watch; Vorstellungen: Die vergessene Geschichte von Lemuria, 24/7, Refugees, De Vries, The White Indian |
| Paola Antista italienische Illustratorin                                                                   |      | 2014                                                                   | Comicreihe Chats, fünf Bände |
| Kaydee Artistry Illustratorin und Comiczeichnerin                                                          |      | 2022 (Eupen)                                                           | Boy Parts, The Thief, After The Shifting, Freax, Kalinka, Fel und der Schattentiger, COZMIC 03 |
| Lars Banhold deutscher Comicforscher                                                                       |      | 2018, 2021, 2023                                                       | Autor von Fachliteratur zum Thema Batman; Talk: Re-Konstruktion eines Helden 2021: Vortrag Monsters, Maniacs & Master Criminals – Das Zeitalter der Superschurken 2023: Vortrag Der Zauberer und der Clown – Alan Moore und „The Killing Joke“                                                                                            |
| Johanna Baumann deutsche Comiczeichnerin Künstlername: Schlogger                                           |      | 2014, 2016                                                             | Vorstellungen: Danach, SpassWars; Workshop |
| Stephan Baumgarten deutscher Cartoonist                                                                    |      | 2016                                                                   | zusammen mit Olga Hopfauf die Anthologie Möge der Witz mit dir sein und die Neuerscheinung: Einhornkotze, ein Cartoon und Rätselspaß |
| Künstlername: Yezibaba deutsche Comiczeichnerin                                                            |      | 2022 (Eupen)                                                           | Fantasy Illustrationen und Webcomic, Comic Capsule 4 – Reluctant Heroes |
| Frauke Berger deutsche Designerin und Illustratorin                                                        |      | 2022 (Eupen)                                                           | Grün Band 1 und 2, COZMIC Band 1 bis 5; und andere |
| Willi Blöß deutscher Comicautor, Illustrator und Cartoonist sowie Verleger                                 |      | 2014, 2016, 2018, 2019 (Eupen), 2021, 2022 (Eupen), 2023, 2025         | Künstlerbiografien, Multimediashow: Andy-Warhol im Comic-Stil; Vorstellung: Wilhelm Busch lässt es krachen; Präsentation einer Comic-Biografie über Albrecht Dürer 2021: Comic-Talk, Ausstellung 2022/2023: Vorträge |
| Viktor Bogdanovic Schweizer Comiczeichner                                                                  |      | 2018                                                                   | Superman, Action Comics, Batman |
| David Boller Schweizer Comiczeichner, Comicautor und Verleger                                              |      | 2014                                                                   | Neues zu Spider-Man, Der Ewige Himmel; von einem der auszog, Marvels-Zeichner zu werden; Podiumsgespräch |
| Oliver B. Bommel freischaffender Cartoonist, Comiczeichner und Illustrator Künstlername: Bommel            |      | 2014, 2016, 2018, 2019 (Eupen), 2021, 2022 (Eupen), 2023               | Mitbegründer von toonsUp e.V.; Vorstellung: Sharpenira, Ludmilla & Widar |
| Marc Bourgne französischer Comicautor und -zeichner                                                        |      | 2023                                                                   | |
| Mele Brink deutsche Zeichnerin und Verlegerin                                                              |      | 2014, 2016, 2018, 2019 (Eupen), 2023, 2025                             | Rucky Reiselust ein Projekt für die Kinderfastenaktion von Misereor |
| Gunther Brodhecker deutscher Kreativ-Direktor                                                              |      | 2014                                                                   | Vorstellung: Ricardo Castillo mit Alexis Martinez |
| Shawn Bu deutscher Filmemacher                                                                             |      | 2016                                                                   | Präsentation und Diskussion zu Darth Maul: Apprentice |
| Sarah Burrini deutsch-italienische Comickünstlerin                                                         |      | 2014, 2016                                                             | Das Leben ist kein Ponyhof und Vorstellung dritter Band von Das Leben ist kein Ponyhof |
| Mario Bühling deutscher Illustrator und Comiczeichner                                                      |      | 2014                                                                   | Katzenfuttergeleespritzen |
| Olaf Brill deutscher Autor                                                                                 |      | 2025                                                                   | Der kleine Perry |
| Charel Cambré belgischer Comiczeichner                                                                     |      | 2025                                                                   | |
| Yoann Chivard französischer Comiczeichner Künstlername: Yoann                                              |      | 2023                                                                   | neue Geschichten über den wundersamen Hotelpagen Spirou |
| Claude Christ luxemburgischer Comiczeichner                                                                |      | 2023                                                                   | |
| Enis Čišić bosnischer Comic- und Science-Fiktion-Autor                                                     |      | 2016                                                                   | Deutsche Neuerscheinung: Avengers, Workshop Avengers zeichnen |
| Marvin Clifford deutscher Comiczeichner und -autor sowie Conceptartist und Illustrator                     |      | 2014, 2016, 2018                                                       | Schisslaweng, Lootboy |
| Tobi Dahmen deutscher Comicautor, Grafiker und Illustrator.                                                |      | 2025                                                                   | Vorstellung: Columbusstraße und Lesungen |
| Chris Damaskis belgischer Illustrator                                                                      |      | 2022 (Eupen)                                                           | Vorstellung: Le Champ des Possibles |
| Ines Dedovic deutsche Comiczeichnerin                                                                      |      | 2016                                                                   | Vorstellung: Sara |
| Jean-Luc Delvaux belgischer Comiczeichner                                                                  |      | 2014, 2016, 2018                                                       | Die Abenteuer von Jacques Gibrat, Neuerscheinung 2. Band: Die Rückkehr der Kapuzinerbande, zusammen mit Thierry Dubois; Vorstellung: Die Abenteuer von Jacques Gibrat, Band 6 zusammen mit Thierry Dubois; |
| Nancy Delvaux belgische Illustratorin von Kinderbüchern                                                    |      | 2016                                                                   | Vorstellung: Camille nach Texten von Aline de Pétigny |
| Jahangir Dermani iranischer Cartoonist und Sketch-Artist                                                   |      | 2018                                                                   | Daumenkino; Urba(h)nsketching |
| Dienstagsdesign (Anke, Bettina und Wiebke) deutsches Künstlerkollektiv                                     |      | 2021                                                                   | Ausstellung |
| Dionysie deutsche Designerin                                                                               |      | 2021                                                                   | online Workshop Fiktive Figuren erstellen |
| Sascha Dörp deutscher Comiczeichner und -autor                                                             |      | 2016                                                                   | Vorstellung: Enklave aus seiner SciFi-Noir-Reihe |
| Don, Amanda & Izzy deutsches Künstler- und Comickollektiv                                                  |      | 2021                                                                   | online Lesung: Skychaser: Freefall |
| Andreas Eikenroth deutscher Comiczeichner und Illustrator                                                  |      | 2023                                                                   | |
| Alex Elsen deutscher Illustrator                                                                           |      | 2016, 2018, 2019 (Eupen), 2022 (Eupen), 2023, 2025                     | Vorstellung: Pokerfaces – ein Sammler-Poker-Deck |
| Extrabreit                                                                                                 |      | 2016                                                                   | musikalisches Rahmenprogramm mit Kai Havaii & Stefan Kleinkrieg, Lesung und Unplugged Konzert |
| Alexis E. Fajardo US-amerikanischer Comiczeichner und -autor, Eisner-Award-Gewinner                        |      | 2021, 2023                                                             | Leiter der Peanuts-Foundation und „Editorial Director“ bei der Charles M. Schulz-Gesellschaft in Kalifornien; Interview über Kid Beowulf und die Peanuts, neues über Charlie Brown |
| Michael Feldmann deutscher Architekt und Grafiker                                                          |      | 2014                                                                   | Neues zu Hades-Syndrom |
| Benjamin Fischer belgischer Comicautor                                                                     |      | 2022 (Eupen)                                                           | Silence Blanc – Le Grand Nord de Jack London |
| David Füleki deutscher Comiczeichner, Illustrator und Sachbuchautor                                        |      | 2018                                                                   | Entoman; Talk: Mangas aus D – Geht das? |
| Thierry Gaudin französischer Gymnasiallehrer, Schriftsteller und Drehbuchautor                             |      | 2016                                                                   | Zusammen mit Romaine Ronzeau: Spione in der Familie – Liebesgrüße von Opa, Neuerscheinung auf dem deutschen Markt (bisher im französischen fünf Bände) |
| Kristina Gehrmann deutsche Illustratorin und Comiczeichnerin                                               |      | 2018                                                                   | Im Eisland, Der Dschungel |
| Andy Genen belgischer Illustrator und Comiczeichner                                                        |      | 2022 (Eupen)                                                           | COZMIC Vol. 03: »Relativ«, Lizzy & Nouga, De Roude Puma, Tow & Tank |
| Oliver Gerke deutscher Künstler, Comiczeichner und Autor                                                   |      | 2016                                                                   | Yps |
| Henrieke Goorhuis niederländische Comiczeichnerin und Illustratorin                                        |      | 2025                                                                   | |
| Nikolas Großwendt deutsch-belgischer Künstler und Comiczeichner                                            |      | 2022 (Eupen), 2023                                                     | Workshops und Zeichnerduelle |
| Juliana Heidenreich deutsche Künstlerin, Cartoonistin                                                      |      | 2021                                                                   | Ausstellung |
| René Heinen belgischer Illustrator und Comiczeichner                                                       |      | 2022 (Eupen), 2023, 2024 (Eupen), 2025                                 | Mitbegründer des Mo-Tessen-Projekts; Vorstellung: Kampf um die Engelsbrücke, Sand im Getriebe; |
| Robert Heracles deutscher Informatiker, Comiczeichner und -autor                                           |      | 2014                                                                   | Autor und Zeichner von Aquatic Empire, Autor von The Counselor und Weiße Lügen |
| Eric Heuvel niederländischer Comicautor                                                                    |      | 2018, 2023                                                             | January Jones |
| Jörg Hilbert deutscher Kinderbuchautor                                                                     |      | 2016                                                                   | Führung durch die Welt von Ritter Rost; Ausstellung mit Originalzeichnungen im Ludwig Forum für Internationale Kunst |
| Oli Hilbring deutscher Grafiker und Cartoonist                                                             |      | 2023                                                                   | |
| Norbert Höveler deutscher Cartoonist und Comiczeichner                                                     |      | 2014, 2016, 2019 (Eupen), 2021, 2023, 2025                             | 2021: online Zeichenkurse Karikatur |
| Michael Holtschulte deutscher Cartoonist, Karikaturist und Illustrator                                     |      | 2014, 2023                                                             | |
| Holger Hoos deutscher Informatiker und Hochschullehrer                                                     |      | 2025                                                                   | Podiumsdiskussion zu Künstlicher Intelligenz und Kunst |
| Olga Hopfauf deutsche Cartoonistin                                                                         |      | 2016                                                                   | zusammen mit Stephan Baumgarten die Anthologie Möge der Witz mit dir sein und die Neuerscheinung: Einhornkotze, ein Cartoon und Rätselspaß |
| Reinhard Horst Comiczeichner, Vorstandsmitglied ICOM Künstlername: FeliX                                   |      | 2014                                                                   | Cover und Comics – Entwürfe für Schwermetall und U-Comix sowie für internationale Comicserien wie Digimon, Elfquest und Fix & Foxi. |
| Cottony Hotchkiss estnische Illustratorin                                                                  |      | 2016                                                                   | |
| Hermann Huppen belgischer Comiczeichner und -texter Künstlername: Hermann                                  |      | 2014, 2018, 2022 (Eupen), 2023                                         | Vorstellung: Jeremiah und Rückkehr in den Kongo, Sarajevo Tango, Bluthochzeit |
| Burkhard Ihme deutscher Comiczeichner, Redakteur für Comicfachliteratur Vorsitzender ICOM                  |      | 2014                                                                   | |
| Philippe Jarbinet belgischer Zeichner                                                                      |      | 2016                                                                   | Vorstellung: Airborne 44 in sechs Bänden |
| Daan Jippes niederländischer Comiczeichner                                                                 |      | 2014                                                                   | Disney, Donald Duck |
| Georg Joergens deutscher Risszeichner                                                                      |      | 2025                                                                   | Panel zu Perry-Rhodan-Risszeichnungen |
| Karrakula deutsches Künstler- und Comic-Kollektiv, alias Adroth Ainex Rian und Shin Janus                  |      | 2021, 2023, 2024 (Eupen)                                               | online Workshops: Kopf aus dem A… ziehn, geile Sachen zeichnen, Gut gepfuscht ist halb gewonnen: Zeichnen wie die Profis, Chit-Chat über Comics und anderen coolen Scheiß, 2024: Workshops |
| Sabrina Kaufmann luxemburgische Illustratorin und Mangaka                                                  |      | 2021                                                                   | online Zeichenkurse |
| Ulf Keyenburg deutscher Comiczeichner und Illustrator Künstlername: Ulf K.                                 |      | 2016, 2018, 2023                                                       | zusammen mit Marc Lizano Neuerscheinung des gemeinsamen Werkes Vater und Sohn nach E.o.Plauen; Ausstellung mit Originalzeichnungen im Ludwig Forum für Internationale Kunst |
| Jessica Kikisch deutsche Comiczeichnerin                                                                   |      | 2022 (Eupen), 2023, 2024 (Eupen)                                       | engagiert sich im „Cöln Comic Haus“; Vorstellung: Glühwürmchen, 2024: Workshops |
| Daniel Kirschvink belgischer Illustrator                                                                   |      | 2022 (Eupen)                                                           | Ausstellung |
| Henry Kreklow deutscher Comiczeichner und Illustrator                                                      |      | 2019 (Eupen), 2021, 2022 (Eupen), 2023, 2024 (Eupen), 2025             | Der Veggie Wolf; Zeichenkurse 2021: online Workshops Grundlagen Comiczeichnen; Comic-Talk; Ausstellung; 2024: neuer Comic: Das Aachener Experiment, Zeichenkurse, Ausstellung |
| Don Kringel Comiczeichnerin                                                                                |      | 2021, 2022 (Eupen), 2023                                               | 2021: online Workshops, Ausstellung; Vorstellungen: Crowns of Bone, Tall Poppies, Tale Trader |
| Markus Krings deutscher Lehrer und Übersetzer                                                              |      | 2025                                                                   | Asterix auf Öcher Platt |
| Jens Eike Krüger deutscher Karikaturist                                                                    |      | 2025                                                                   | bester Newcomer 2024 beim Deutschen Karikaturenpreis |
| Peter Krüger deutscher Cartoonist, Vorstandsmitglied ICOM                                                  |      | 2014, 2016, 2018, 2019 (Eupen), 2021, 2022 (Eupen), 2023, 2025         | ICOM; Wimmelbilder |
| Gerry Lagler österreichischer Cartoonist, Comiczeichner                                                    |      | 2014, 2016, 2018                                                       | 1. österreichische ComicSchule |
| Lake13 deutscher Designer, Graffiti- und Streetart-Künstler                                                |      | 2014                                                                   | StreetArt auf dem Blücherplatz, Gestaltung mehrerer Trafohäuschen; Workshops Graffiti |
| Roger Langridge neuseeländischer Zeichner und Autor                                                        |      | 2014                                                                   | Neues zu Thor, Muppets und Popeye; Zeichenunterricht in Schulen der Städteregion Aachen |
| Rainer Laws deutscher Comiczeichner und Musiker                                                            |      | 2014                                                                   | Animatics |
| Thomas Leopold deutscher Comiczeichner Künstlername: Tomppa                                                |      | 2014, 2016                                                             | Der Engel und The Counselor nach einem Skript von Robert Heracles |
| Gunnar Lippoldt deutscher Zeichner und Illustrator                                                         |      | 2014                                                                   | Vorstellung: Miss Stella |
| Hitodama Stories (Katharina Pohlen) Illustratorin und Texterin                                             |      | 2024 (Eupen)                                                           | Workshops |
| Marc Lizano französischer Texter und Illustrator, Jugendbuchautor                                          |      | 2016                                                                   | zusammen mit Ulf K. Neuerscheinung des gemeinsamen Werkes Vater und Sohn nach E.o.Plauen |
| Marc Locatelli Schweizer Texter, Illustrator Cartoonist und Grafiker                                       |      | 2019 (Eupen)                                                           | Die Nacht in der ich Eddy Merckx bezwang, Gespräch um Radsport und Eddy Merckx |
| Gerd Van Loock flämischer Comiczeichner                                                                    |      | 2014                                                                   | Neues von Jommeke |
| Fabienne Loodts belgische Kommunikationsdesignerin                                                         |      | 2014                                                                   | Vorstellung: Karl der Große zusammen mit Saskia Petermann |
| Corvin Lüders deutscher Grafikdesigner, Comiczeichner und Illustrator                                      |      | 2016, 2023                                                             | Vorstellung: Wenzel und Mugwump (mit Tina Urbach) |
| Heiner Lünstedt deutscher Journalist, Buchautor, Comicautor, Leiter des Comicfestivals München, Comic-Café |      | 2014, 2016, 2018, 2019 (Eupen), 2022 (Eupen), 2023, 2025               | Autor von Willy Brandt, Sophie Scholl; Talk über die Fantasy-Comicreihe von Daniel Schreiber: Annas Paradies; Comic-Café; Preisträger des COMICIADE Comicpreises 2018 |
| Ralf Marczinczik deutscher Illustrator und ArtDirektor                                                     |      | 2014, 2016, 2025                                                       | 2025 Vorstellung der Graphic Novel Digger |
| Alexis Martinez deutscher Comickünstler                                                                    |      | 2014                                                                   | Vorstellung: Ricardo Castillo mit Gunther Brodhecker |
| Micha Marx deutscher Zeichner und Comedian                                                                 |      | 2016                                                                   | Vom Leben gezeichnet; Comedyabend Kritzelkomplex |
| June Monstera deutsche Zeichnerin                                                                          |      | 2025                                                                   | |
| Linus Moog deutscher Comiczeichner und Schauspieler                                                        |      | 2018, 2021                                                             | jüngster Comiciade-Teilnehmer (* 2004); 6. Teil (inklusive Jubiläumsausgabe) von Mr Twityboy 2021: online Zeichenkurse |
| Annette Müllender belgische Illustratorin                                                                  |      | 2019 (Eupen), 2022 (Eupen), 2024 (Eupen), 2025                         | Cartoons und Karikaturen |
| Christoph Mueller deutscher Cartoonist und Illustrator                                                     |      | 2014, 2016, 2018                                                       | Vorstellungen: Nincompoop; The Mighty Millborough |
| Marco Mütz deutscher Comic-Autor und Asterix-Experte                                                       |      | 2018                                                                   | Betreibt das weltweit größte Asterix-Portal im Netz; Das inoffizielle Asterix®-&-Obelix®-Lexikon: Gewichtiges Gallierwissen von A wie Arvernerschild bis Z wie Zuckerpüppchen |
| Thomas Nachlik deutscher Comiczeichner                                                                     |      | 2021                                                                   | Ausstellung |
| NAKI (Künstlername) Designerin und Comiczeichnerin                                                         |      | 2022 (Eupen), 2023                                                     | Mangas, Storetelling, Phantasie-Western |
| Silvio Neuendorf deutscher Kinderbuchillustrator                                                           |      | 2016, 2018, 2019 (Eupen), 2022 (Eupen), 2023, 2025                     | Käpt’n Sharky-Neuerscheinung: Im wilden Westen; Kinderführung; Workshop Malen; Ausstellung mit Originalzeichnungen im Ludwig Forum für Internationale Kunst; Zeichenunterricht in Schulen der Städteregion Aachen; 2025 Vorstellung Die Domwächter                                                                                        |
| Alfred Neuwald deutscher Comicautor, Illustrator und Cartoonist Künstlername: Neufred                      |      | 2014, 2016, 2018, 2019 (Eupen), 2021, 2022 (Eupen), 2023, 2025         | Neues Album: Karl der Kleine bei den Karolingern. Gestalter des Comiciade-Logos; Kurzfilme; Zeichenunterricht in Schulen der Städteregion Aachen 2021: Comic-Talk, Ausstellung |
| Regina Nikiforova Illustratorin Künstlername: Regina Art                                                   |      | 2022 (Eupen)                                                           | |
| Patrick Van Oppen belgischer Comic-Autor                                                                   |      | 2018, 2022 (Eupen)                                                     | De Vries, 24/7, Mr. Nobody und Aspe, Tommeke |
| Nils Oskamp deutscher Grafikdesigner, Illustrator, Trickfilmer, Comiczeichner und Aktivist                 |      | 2016                                                                   | Vorstellung: Drei Steine; Ausstellung in der Stadtbibliothek Aachen |
| Ralf Paul deutscher Comiczeichner und Spieleerfinder                                                       |      | 2023, 2025                                                             | Helden, Dorn und Rudi & Leo – Die DomSpitzen: Willkommen in Köln! |
| David Peichl belgischer Künstler                                                                           |      | 2022 (Eupen)                                                           | Peichl verarbeitet Erlebnisse und hält diese zeichnerisch, plastisch, digital oder narrativ fest |
| Rubén Pellejero spanischer Comiczeichner                                                                   |      | 2018                                                                   | The Long and Winding Road |
| Gudrun Penndorf deutsche Romanistin und Übersetzerin                                                       |      | 2018                                                                   | Asterix-Übersetzungen; Vorträge zu ihrer Arbeit bei Asterix und Lucky Luke |
| Martina Peters deutsche Mangazeichnerin Künstlername: Soen Kai                                             |      | 2016                                                                   | Vorstellung Lilientod; Workshops Mangazeichnen |
| Saskia Petermann deutsche Kommunikationsdesignerin                                                         |      | 2014                                                                   | Vorstellung: Karl der Große zusammen mit Fabienne Loodts |
| Thomas Plum Hörspielautor und Podcaster                                                                    |      | 2023                                                                   | Autor von Hörspielen wie Blaues Herz, Dreamland Grusel - 44 - Interferenzen, YourDay u. v. a. |
| Luc Poets belgischer Comic-Autor Künstlername: Poetzarelli                                                 |      | 2018                                                                   | Caztar |
| Robert Pope US-amerikanischer Comiczeichner                                                                |      | 2021, 2023, 2025                                                       | online Zeichenkurse How to draw Peanuts (2021); anwesend 2023 |
| Bart Proost belgischer Comiczeichner                                                                       |      | 2019 (Eupen), 2022 (Eupen), 2023                                       | Kasper Hauser, Alexander der Große, Hans Familie |
| Pasquale Qualano italienischer Comiczeichner                                                               |      | 2021                                                                   | online Zeichenkurse Superhelden zeichnen |
| Ann-Kathrin Raab deutsche Comiczeichnerin und Illustratorin                                                |      | 2024 (Eupen), 2025                                                     | Workshops |
| Giovanni Rigano italienischer Illustrator und Comiczeichner                                                |      | 2014                                                                   | Vorstellung: Dafodil |
| Rii (Laura Behrenberg) Illustratorin und Comiczeichnerin                                                   |      | 2024 (Eupen), 2025                                                     | Art-Battle |
| Ferran Rodriguez spanischer Comiczeichner                                                                  |      | 2014, 2016, 2018, 2023, 2025                                           | ausgewählte Einzelwerke zu Disney, Angry fil, Sparky und Spacy; Neuerscheinung: Angry Birds; Workshops Tuschezeichnen |
| Romain Ronzeau französischer Comicautor                                                                    |      | 2016                                                                   | Zusammen mit Thierry Gaudin: Spione in der Familie – Liebesgrüße von Opa, Neuerscheinung auf dem deutschen Markt (bisher im französischen fünf Bände) |
| Jürgen Rudig deutscher Risszeichner                                                                        |      | 2025                                                                   | Panel zu Perry-Rhodan-Risszeichnungen |
| Ingrid Sabisch deutsche Grafikdesignerin und Comiczeichnerin                                               |      | 2014, 2016, 2018                                                       | Vorstellung: Willy Brandt, Text: Heiner Lünstedt; Geschichtscomic Sophie Scholl, Texte Heiner Lünstedt |
| Marie Sann deutsche Illustratorin und Comiczeichnerin                                                      |      | 2025                                                                   | Vorstellung von dem Projekt Kinky Karrot |
| Bruno Di Sano belgischer Comicautor                                                                        |      | 2018, 2019 (Eupen)                                                     | Die Fliegerin |
| Sylvain Savoia französischer Karikaturist                                                                  |      | 2014, 2016                                                             | Coming-of-Age Graphic Novel: Marzi, Kindheitserlebnisse seiner polnischen Freundin zur Zeit des kommunistischen Zusammenbruchs |
| Peter Schaaff deutscher Cartoonist und Comiczeichner                                                       |      | 2022 (Eupen), 2025                                                     | Bildungscomic-Serien ANDI (politischer Extremismus) und OPEN AIR IN CANNABIS (Drogenprävention) für die Schulen in NRW; Comicserie Finanzen kapieren zusammen mit Verena Pleitgen |
| Schl4fmütze (Künstlername) deutsche Illustratorin und Künstlerin                                           |      | 2019 (Eupen), 2023                                                     | Zeichenkurse |
| Sabrina Schmatz deutsche Comiczeichnerin, Schwerpunkt Anime und Manga                                      |      | 2016, 2021                                                             | München 1945; Band 1–3 2021: online Zeichenkurs Comics & Manga „Wie entsteht ein Comic über München“ |
| Kim Schmidt deutscher Comiczeichner und Illustrator                                                        |      | 2025                                                                   | Die drei ??? Kids |
| Daniel Schreiber deutscher Comiczeichner                                                                   |      | 2018                                                                   | Annas Paradies |
| Christophe Schommer belgischer Comicautor                                                                  |      | 2022 (Eupen)                                                           | Mitbegründer des Mo-Tessen-Projekts; Autor u. a. von Kampf um die Engelsbrücke und Sand im Getriebe; |
| Harald Schröder deutscher Trickfilmkünstler, Storyborder                                                   |      | 2014, 2016, 2018, 2019 (Eupen), 2022 (Eupen), 2023, 2024 (Eupen), 2025 | Vorstellung: Sparky und Spacy, getuscht von Ferran Rodriguez; Erstellung des Comiciade-Trailers; Panel und Diskussion mit seinem Bruder Ulrich zum Thema Comics zeichnen; Kinofilm Conni: Das Geheimnis um Kater Mau, Der Komponist, Die drei ??? Kids 2024: Art-Battle                                                                   |
| Ulrich Schröder deutscher Grafiker und Comiczeichner und Art-Direktor Disney Deutschland und Disney Europa |      | 2014, 2016, 2018, 2021, 2022 (Eupen), 2023, 2025                       | Disney, Donald Duck; Duckworks Disney (Ausstellung mit Originalzeichnungen im Ludwig Forum für Internationale Kunst), Workshops, Gespräche über Donald Duck; Zeichenunterricht in Schulen der Städteregion Aachen; Panel und Diskussion mit seinem Bruder Harald zum Thema Comics zeichnen 2021: online Zeichenkurse Donald Duck zeichnen |
| Marco Schüller deutscher Zeichner und Illustrator                                                          |      | 2014, 2016, 2018, 2019 (Eupen), 2023, 2024 (Eupen)                     | Workshops Comics zeichnen |
| Vicki Scott US-amerikanische Comiczeichnerin und -autorin                                                  |      | 2016, 2018                                                             | Die Peanuts, Führungen durch die Welt der Peanuts; Gestalterin einer Hauswand in der Robenstraße; Workshops zu Charly Brown, Snoopy und Lucy; Ausstellung mit Originalzeichnungen im Ludwig Forum für Internationale Kunst; Zeichenunterricht in Schulen der Städteregion Aachen                                                          |
| Flavia Scuderi italienische Comiczeichnerin                                                                |      | 2025                                                                   | |
| Boris Servais belgischer Comicautor, Illustrator, Künstler und Dozent                                      |      | 2019 (Eupen)                                                           | Mitbegründer des Kollektivs Poste Aérienne, einer Gruppe von derzeit acht belgischen und deutschen Künstlern aus dem Feld der „Alternativen Illustration“. Zeichenkurse; Talk über Franko-belgische Independent-Comics |
| Alec Severin belgischer Comic-Künstler                                                                     |      | 2018                                                                   | Spirou Retro |
| Volker Sponholz deutscher Comiczeichner und Illustrator                                                    |      | 2025                                                                   | |
| Wolf Steinsieck deutscher Romanist                                                                         |      | 2014                                                                   | Warum ist Asterix so populär? Vortrag über den Erfolg von Asterix und das Selbstverständnis der Franzosen |
| Sushi Illustratorin                                                                                        |      | 2024 (Eupen), 2025                                                     | Livezeichnen, Workshops (Süße Monster) |
| Synthonie deutsche Band                                                                                    |      | 2021                                                                   | online Abschlusskonzert |
| Philip Tägert deutscher Comiczeichner und Entertainer Künstlername FIL                                     |      | 2016                                                                   | Comedyabend: Die Unterschiedlichkeit der Dinge |
| Christopher Tauber deutscher Comiczeichner, Autor und Verleger                                             |      | 2021, 2023, 2025                                                       | online Signierstunde Die drei ???, Die drei ??? Kids |
| Paul Teng niederländischer Comicautor                                                                      |      | 2018                                                                   | Shane, Das Teleskop |
| Andreas Tolxdorf deutscher Comicautor                                                                      |      | 2016, 2018, 2019 (Eupen)                                               | Vorstellungen: Balthasars Almanach, Benno Bonnet; Comic-Detektivgeschichten |
| Tintenkrach Zombro & Gathuldis Illustratoren                                                               |      | 2024 (Eupen), 2025                                                     | Workshops |
| Jaap Toorenaar niederländischer Publizist und Texter                                                       |      | 2018                                                                   | Asterix – Die fröhliche Wissenschaft |
| Doktor Travis Illustrator                                                                                  |      | 2024 (Eupen), 2025                                                     | Workshops, Art-Battle/Stand-up-Art |
| Stijn Verhaeghe belgischer Comicbuchautor                                                                  |      | 2021, 2022 (Eupen), 2023                                               | Texter von Kaspar Hauser und Jorikus Magnus |
| Veronique Game Designerin, Content Creator auf Twitch und freischaffende Künstlerin, Künstlername: VeFroh  |      | 2023                                                                   | |
| Alexandra Völker deutsche Mangaka                                                                          |      | 2021                                                                   | online Manga-Zeichenkurs für Kids & Teens |
| Michael Vogt deutscher Comiczeichner und Illustrator                                                       |      | 2018, 2019 (Eupen), 2023, 2025                                         | Mark Brandis; Künstlergespräch mit Heiner Lünstedt; Der kleine Perry |
| Mario Wagner deutscher Verleger (stainlessArt)                                                             |      | 2014, 2016, 2018, 2019 (Eupen), 2021, 2022 (Eupen), 2023, 2025         | Verleger von Jommeke 2021: Comic-Talk |
| François Walthéry belgischer Comiczeichner erhielt 2016 den Grand Prix Diagonale                           |      | 2014, 2016, 2019 (Eupen)                                               | Natascha, Benni Bärenstark und Schlümpfe |
| Martina Weber deutsche Grafik Designerin Künstlername: KUMA                                                |      | 2019 (Eupen), 2022 (Eupen)                                             | Vorstellung Neuerscheinung Corax |
| WeirdArtBard (Felix von Danwitz) deutscher Illustrator, Grafikdesigner und Comic-Autor                     |      | 2024 (Eupen), 2025                                                     | Art-Battle, Comictalk mit Tori Weiss |
| Fern Weirich luxemburgischer Illustrator und Comiczeichner                                                 |      | 2025                                                                   | |
| Tori Weiss deutsche Illustratorin, Grafikdesignerin und Comic-Autorin                                      |      | 2024 (Eupen), 2025                                                     | Art-Battle, Comictalk mit WeirdArtBard |
| Matthias Wieland deutscher Übersetzer                                                                      |      | 2021                                                                   | online Lesungen Das unsichtbare Raumschiff, Gorm Grimm |
| Kim Jens Witzenleiter deutscher Hörspielautor, Regisseur und Produzent                                     |      | 2023                                                                   | Inhaber des Hörspielverlags Wolfy-Office: Wolfy, Die Prüfung, Blaues Herz, MacBeth u. v. a. |
| Timo Würz deutscher Comiczeichner                                                                          |      | 2016, 2018                                                             | Aaron und Baruch, Ghost Realm, Lula & Yankee 02, Body-Painting; Art-Battle/Stand-up-Art |
| Ronja Wugk deutsche Manga- und Comic-Künstlerin; Illustratorin Künstlername: Rote Ronja                    |      | 2014, 2016, 2019 (Eupen), 2021, 2023, 2024 (Eupen), 2025               | Mangas und sonstige Tuschezeichnungen 2021: online Kurse Charakterdesign im Rollenspiel |
| Barbara Yelin deutsche Comiczeichnerin Max-und-Moritz-Preisträgerin                                        |      | 2016                                                                   | Vorstellung: Vor allem eins – dir selbst sei treu. Die Schauspielerin Channa Maron |
| Zeichart Comiczeichnerin, Illustratorin                                                                    |      | 2024 (Eupen), 2025                                                     | Art-Battle |